# Borbás Erika
Borbás Erika (Hódmezővásárhely, 1974. február 15. –) magyar színésznő.

## Életpályája
Hódmezővásárhelyen született 1974-ben. A szentesi Horváth Mihály Gimnáziumban érettségizett irodalmi–drámai tagozaton 1992-ben. Tanítói diplomáját a Kőrösi Csoma Sándor Főiskolán szerezte. Színi tanulmányait 
Békéscsabán a Jókai Színház színiiskolájában végezte 1992 és 1996 között. Diplomaelőadásukon Csehov: Platonov című drámájában Grekova szerepét alakította. 1996-tól egy évadot a debreceni Csokonai Nemzeti Színháznál töltött.   1997-től a Győri Nemzeti Színház tagja volt. 2000 és 2005 között a Musical Színház előadásain szerepelt. 2011-ben színésztrénerként és énektanárként is dolgozott. 2012-től ismét győri színésznő volt, 2013-tól a Budapest Voices énekegyüttes szoprán énekese volt, 2014-től szabadfoglalkozású színésznő. 

„Szabadúszóként fél Európát bejártam egy nemzetközi csapattal egy musical gálasorozattal, végül megállapodtam Budapesten. A család volt a legnagyobb szerepálmom, azt megkaptam.”

Játszott a Ruttkai Éva Színházban, a Gózon Gyula Kamaraszínházban és a Veres 1 Színházban is.

## Színházi szerepeiből
- Ruzante: A csapodár madárka... Betia
- Fjodor Mihajlovics Dosztojevszkij: Bűn és bűnhődés... Nasztaszja
- id. Alexandre Dumas – George Stiles – Paul Leigh: A 3 testőr (musical)... Királyné
- Brandon Thomas – Aldobolyi Nagy György – Szenes Iván: Charley nénje...  Kitty
- Galt MacDermot: Hair... Peggy
- Jim Jacobs – Warren Casey: Grease... Marty
- Thornton Wilder – Michael Stewart – Jerry Herman: Hello, Dolly!... Ermengarde
- Victor Hugo – Claude-Michel Schönberg: Nyomorultak... Fantine
- Antoine de Saint-Exupéry – Nagy Kati: A kis herceg... Kígyó
- Leonard Bernstein: West Side Story... Anita
- Larry L. King – Peter Masterson – Carol Hall: Pipi farm – The Best Little Whorehouse in Texas... Jewel, házvezetőnő a Pipifarmon
- Galt MacDermot: Veronai fiúk... Szilvia
- Richard O'Brien: Rocky Horror Show... szereplő
- Frank Wildhorn – Leslie Bricusse: Jekyll és Hyde... Lucy Harris
- Neil Simon: Női furcsa pár... Renee
- Füst Milán: IV. Henrik... Mathildis
- Dés László – Nemes István – Böhm György – Korcsmáros György: Valahol Európában... Suhanc (Éva)
- Edmond Rostand – Szekeres Géza – Bradányi Iván: Cyrano... Roxanne
- Oscar Wilde – Usztics Mátyás – Makrai Pál: Rózsák, szerelmek... Olga
- Fenyő Miklós – Novai Gábor – Böhm György – Korcsmáros György: Hotel Menthol ... Klipsz
- Bolba Tamás – Szente Vajk – Galambos Attila: Csoportterápia... Trixi
- Jacobi Viktor: Leányvásár... Bessy
- Zerkovitz Béla – Szilágyi László : Csókos asszony... Rica Maca
- Bodó Béla: Brumi... Pulykapipi

## Filmek, tv
- Konédiások (sorozat)

- 8. rész (2000)
- 9. rész (2000)
- A Szerencse forgandó (2000)
- Kisváros (sorozat)

- Gyilkos hírek 1. (2001) ... Szalai Detti
- Gyilkos hírek 2. (2001) ... Szalai Detti
- Zsaruvér és Csigavér I.: A királyné nyakéke (2001)
- Mikor síel az oroszlán? (2001)
- Fenyő Miklós – Novai Gábor: Hotel Menthol (színházi előadás tv-felvétele)